# دموکراسی در آمریکا
دموکراسی در آمریکا (به فرانسوی: De la démocratie en Amérique) (تلفظ فرانسوی: [dəla demɔkʁasi ɑ̃n‿ameˈʁik]; منتشره در دو جلد، اولی در ۱۸۳۵ و دومی در ۱۸۴۰) متن کلاسیک فرانسوی نوشتهٔ الکسی دو توکویل است که عنوان فرانسویش دربارهٔ دموکراسی در آمریکا است، ولی ترجمه‌های انگلیسی آن معمولاً دمکوراسی در آمریکا نامیده می‌شوند. توکویل در این کتاب، انقلاب دموکراتیکی را که باور داشت در جریان هفتصد سال گذشته در حال رخ دادن بوده‌است را بررسی می‌کند.
در ۱۸۳۱، الکسی دو توکویل و گوستاو دو بیومون از سوی دولت فرانسه اعزام شدند تا نظام زندان آمریکا را مورد مطالعه قرار دهند. توکویل در نامه‌های متأخرش می‌گوید که او و بیومون از کسب و کار رسمیشان به عنوان زمینه‌ای استفاده کردند تا در عوض جامعهٔ آمریکا را مورد مطالعه قرار دهند. آنان در مه آن سال به نیویورک رسیدند و نه ماه در ایالات متحده سفر کردند، زندان‌ها را مورد مطالعه قرار دادند و در خصوص جامعهٔ آمریکا از جمله ویژگی‌های مذهبی، سیاسی و اقتصادی آن اطلاعات جمع‌آوری کردند. این دو به‌طور جزئی از کانادا نیز دیدن کردند.

## ترجمه به فارسی
این کتاب نه به صورت کامل بلکه به‌صورت تیکه به تیکه توسط مترجمین و ناشرین مختلف به فارسی ترجمه شده.
1. تحلیل دموکراسی در مریکا، رحمت‌الله مقدم مراغه‌ای، انتشارات علمی و فرهنگی[۳]
2. دموکراسی در مریکا(جلد دوم: دفتر اول)، بزرگ نادرزاد، فرهنگ جاوید[۴]
3. دموکراسی در مریکا(جلد دوم: دفتر دوم)، بزرگ نادرزاد، فرهنگ جاوید[۵]
4. دمکراسی در آمریکا، شیرزاد پیک‌حرفه، نگاه معاصر